# Musashinonomoripark
Musashinonomoripark (武蔵野の森公園, Musashino no mori kōen) is een Japans park in de prefectuur Tokio. De letterlijk vertaalde benaming van het park is het woud van Musashino. Het park ligt op het grondgebieden van de steden Mitaka, Fuchu en Chofu, en omringt in het noorden, westen en zuiden het terrein van het vliegveld van Chōfu. In de zuidwestelijke hoek van het park bevinden zich de Musashino Forest Sports Plaza en het Ajinomotostadion. Verspreid over het park bevinden zich naast de vijver, meerdere graszones en speeltuinen ook meerdere sportvelden.
Het park is geselecteerd als locatie voor de startplaats van zowel de wegwedstrijd voor mannen als die voor vrouwen, onderdelen van de competitie wielrennen tijdens de Olympische Zomerspelen 2020.

## Galerij

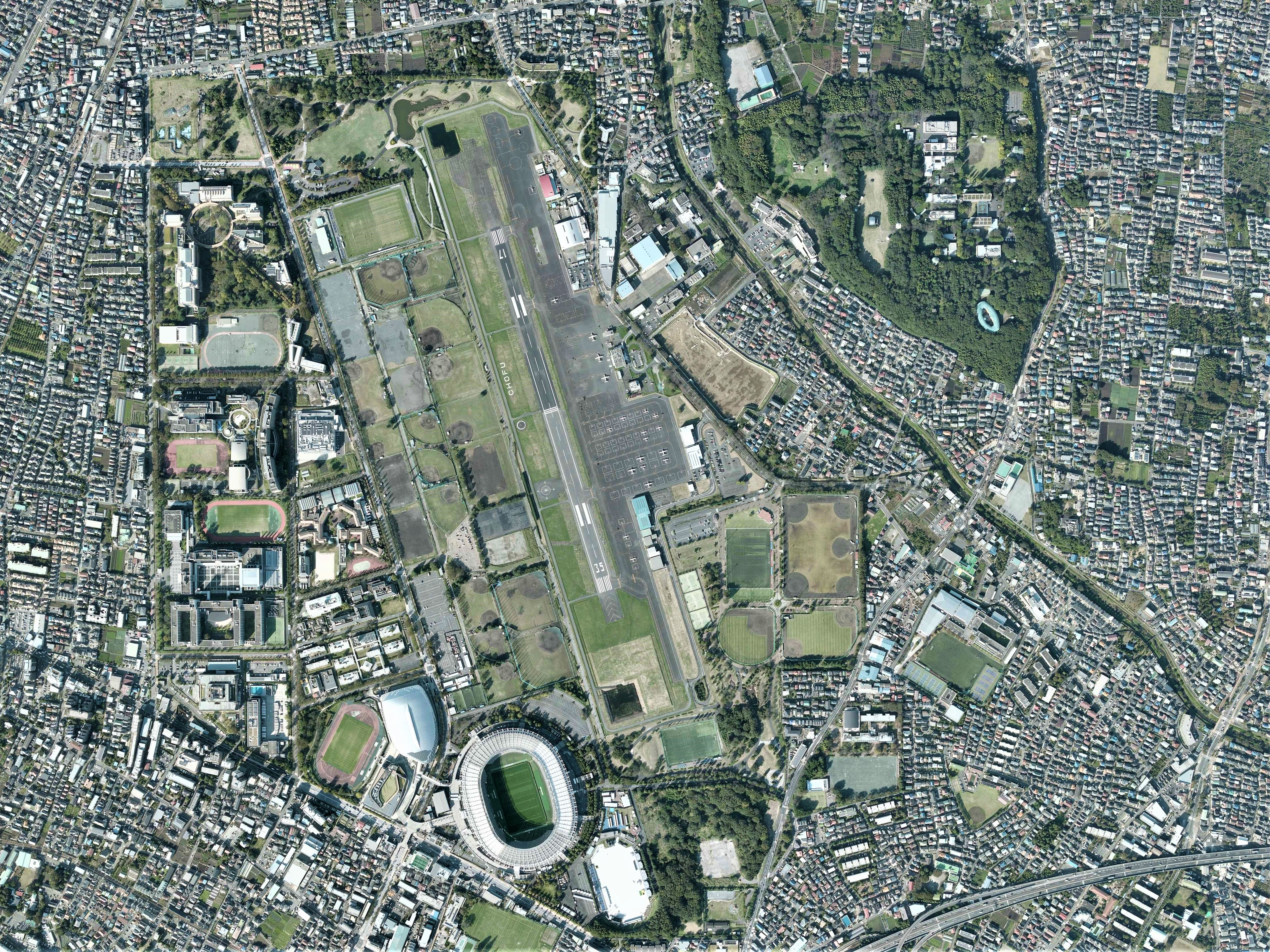
Luchtbeeld van de luchthaven omringd in noorden, westen en zuiden door het park
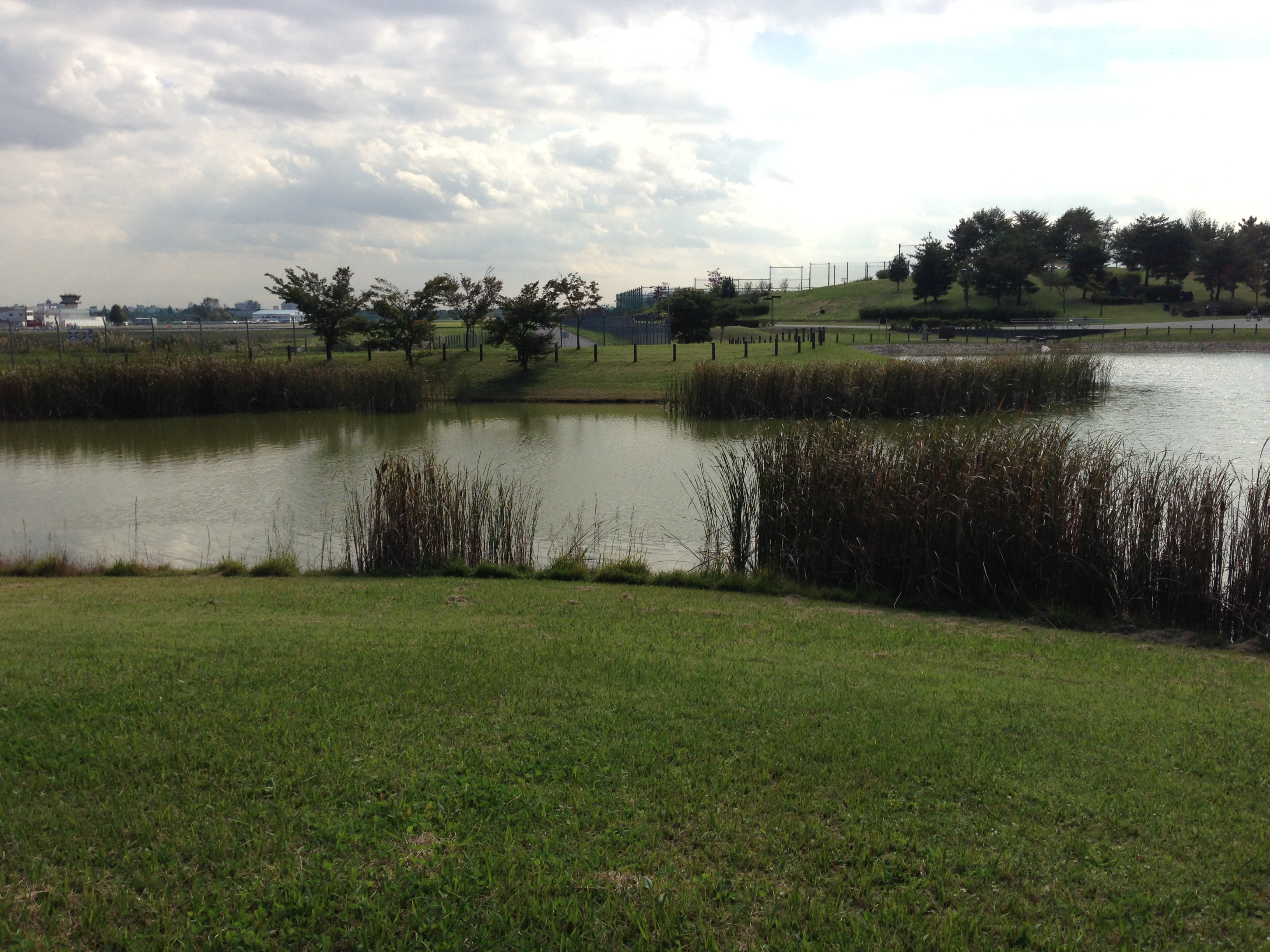
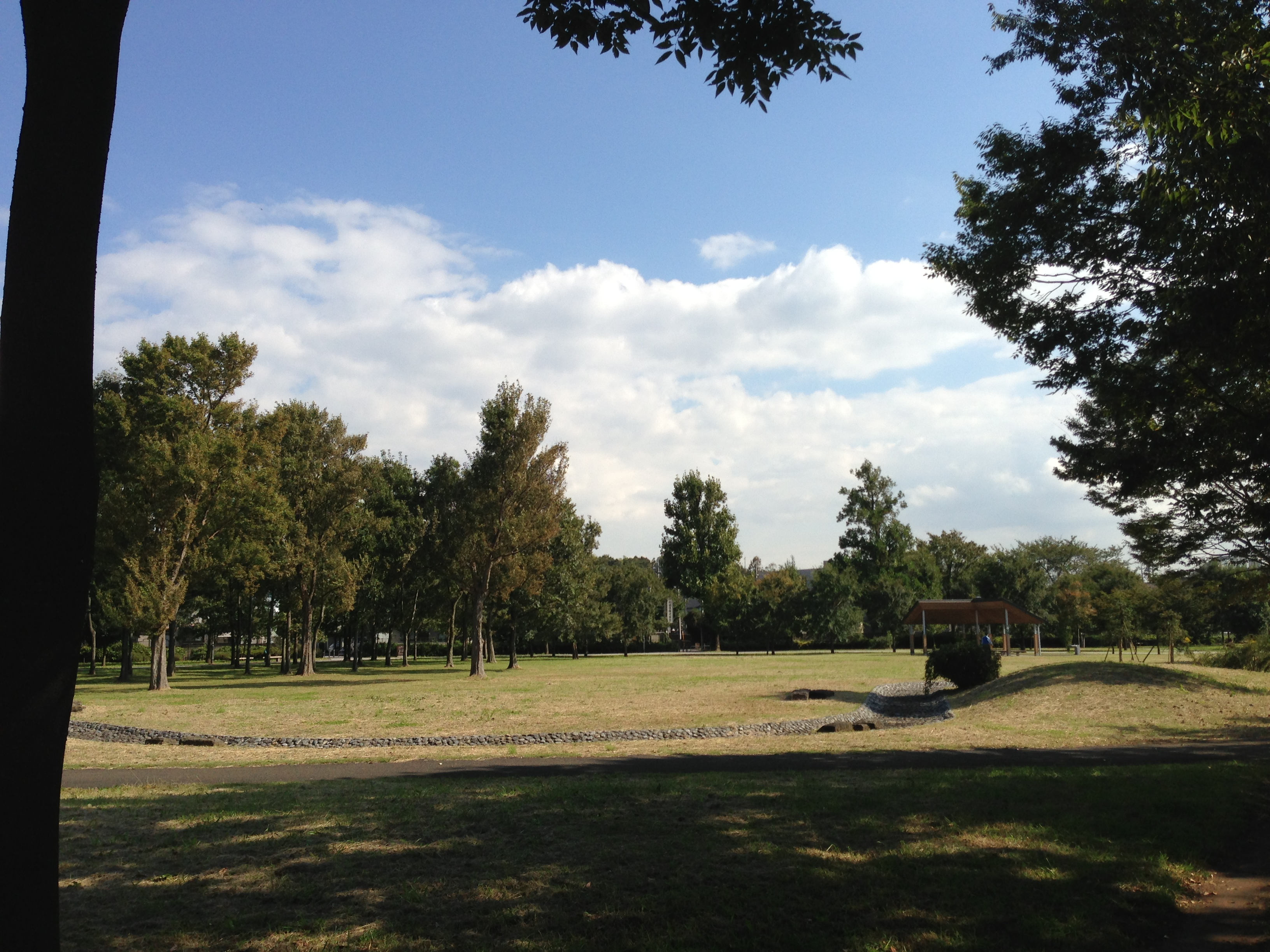